# Kilkis
Kilkis (tiếng Hy Lạp: ?) là một khu tự quản ở vùng Trung Macedonia, Hy Lạp. Khu tự quản Kilkis có diện tích 1600 km², dân số theo điều tra ngày 18 tháng 3 năm 2001 là 54750 người.